# Почтовая станция (Кресты)
Почтовая станция Кресты — несохранившееся здание почтовой станции
в бывшем посёлке Кресты Псковской области. Была ближайшей к Пскову почтовой станцией, располагаясь в нескольких верстах от городской заставы.

## История
Почтовый двор в Крестах появился в 1838 году. Исполнителем работ по строительству был купеческий сын Михайло Шарин. Одноэтажное каменное здание располагалось на пересечении Динабургского и Николаевского (Петербургского) (ведущего к Пскову) шоссе. При станции находилась гостиница. Станция была второго, среднего разряда (разряд станции говорил о ее значимости и наборе функций, которые она выполняла). На 1842 год на станции содержалось 45 лошадей, а к 1852 году – уже 70.
Описание крестовской почтовой станции оставил гофмейстер, тайный советник П. Д. Дурново: «На почте мы заняли почти всю гостиницу: здесь очень хорошо. Хороший обед и хорошие постели. Я познакомился с нашим писателем Тургеневым, который отправляется за границу». 
В 1898 году в газете «Псковский городской листок» была напечатана анонимная заметка под названием «А. С. Пушкин на станции Кресты». В ней рассказывалось, что Пушкин в начале 1830-х годов якобы останавливался на станции Кресты, ночевал в гостинице и оставил в книге для проезжающих следующее:

«На станции Кресты, уставши, ночевал...

Чай пил там с булкой пресной,

И за ... ходил я всем известной».

Исследователи творчества Пушкина не подтверждают данную историю.
В сентябре 1858 года на станции останавливался Александр II, когда возвращался из Варшавы в Петербург. Здесь он принимал рапорт губернатора В. Н. Муравьева и губернского предводителя дворянства о состоянии дел в губернии, завтракал и после отправился в Петербург по железной дороге, еще не открытой для общего пользования.
В 1868 году, после открытия движение поездов по железной дороге между Петербургом и Псковом, почтовая станция закрыта по ненадобности. В 1871 году землевладелец Псковского уезда Казимир Богушевский просил продать ему станционный дом «со всеми землею, огородами, выгоном и водоемом» за 700 руб., что показалось Департаменту сухопутных сообщений явно заниженной ценной, и просителю отказали. Псковская городская дума предлагала разместить здесь Александровское ремесленное училище (открытое в 1869 году) или богадельню. 
В 1875 году в газете Псковские губернские ведомости историк и издатель Константин Григорьевич Евлентьев писал: «Кресты — это ныне заброшенная, с проведением на Псков железнодорожного пути, почтовая станция. Там всего-навсего только два крестьянских двора — каменный пустопорожний станционный дом, да загородный деревянный тоже пустопорожний дом с парком, принадлежащим ныне купцу В.С. Бабовкину. Этот дом построен был некогда Шиттом, который содержал в нем гостиницу для проезжающих по шоссейной дороге. <…> До проведения на Псков железной дороги в Крестах кипела жизнь: через означенную станцию лежал путь на Санкт-Петербург, Ригу, Варшаву и Киев, почему там стояло самое большое количество почтовых лошадей и гостиница Шитта всегда была переполнена проезжим людом. Туда частенько катались из города псковичи, чтобы повеселиться в гостинице, где устраивались иногда даже танцы…».
В 1904 году Псковское общество велосипедистов получило в аренду пустовавшую почтовую станцию. Почтовая станция представляла собой два одноэтажных домика, конюшню и сарай. Там были заведены крокет, серсо (ловля небольших колец палочками), шашки и шахматы, спортивные журналы, футбол, позднее — тир для стрельбы. Было приобретено снаряжение для гимнастики и фехтования. 9 июня 1905 года состоялось открытие спортивного клуба.
В 1968 году на месте почтовой станции был открыт памятник, установленный в честь первых побед Красной Армии (скульптор Г. И. Мотовилов, архитектор И. Д. Билибин).